# 洛斯卡多內斯國家公園

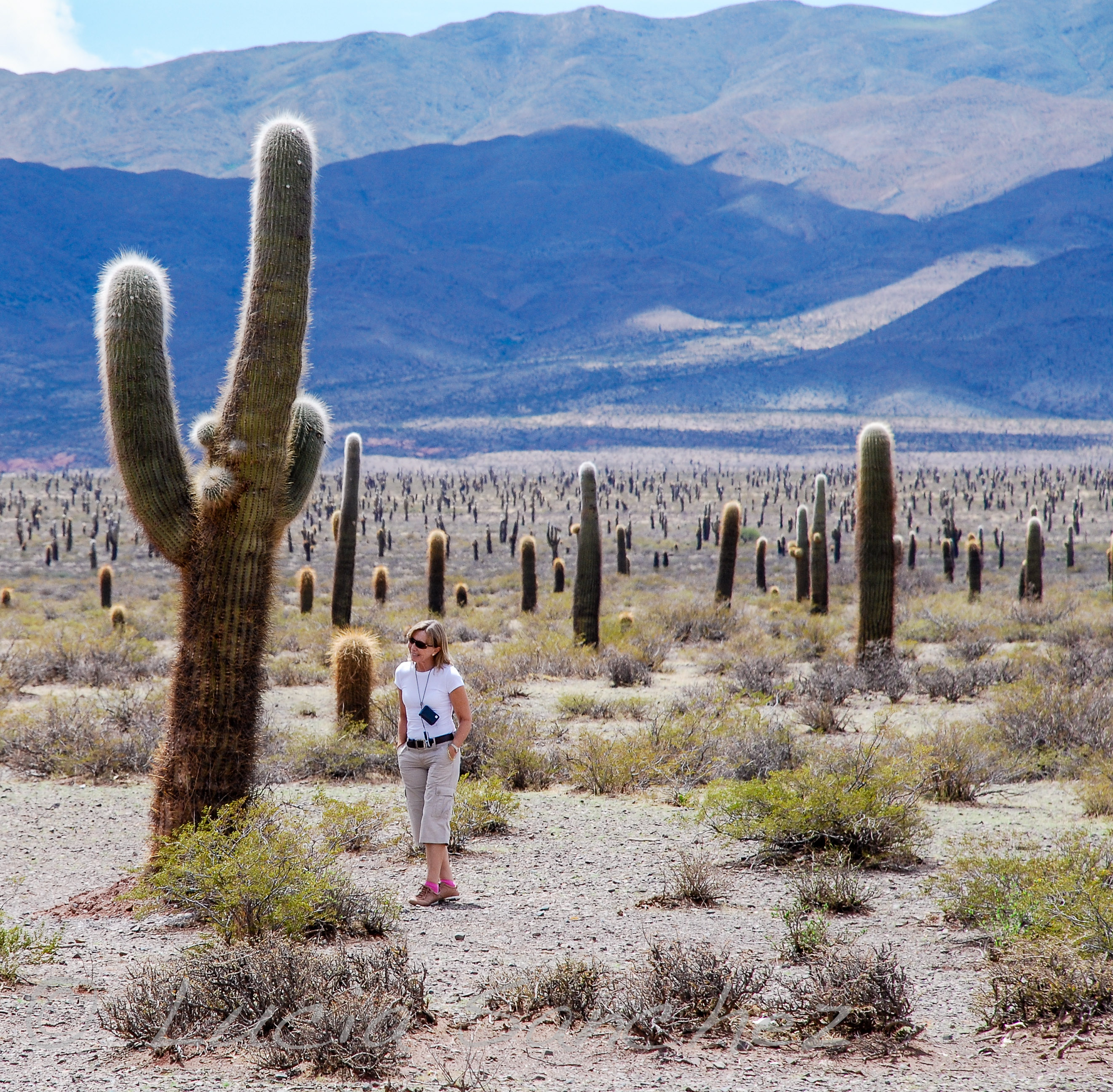

洛斯卡多內斯國家公園（英語：Parque nacional Los Cardones）是阿根廷薩爾塔省的國家公園，位於該國西北部，面積650平方公里，成立於1996年11月20日，最高點海拔高度5,226米。

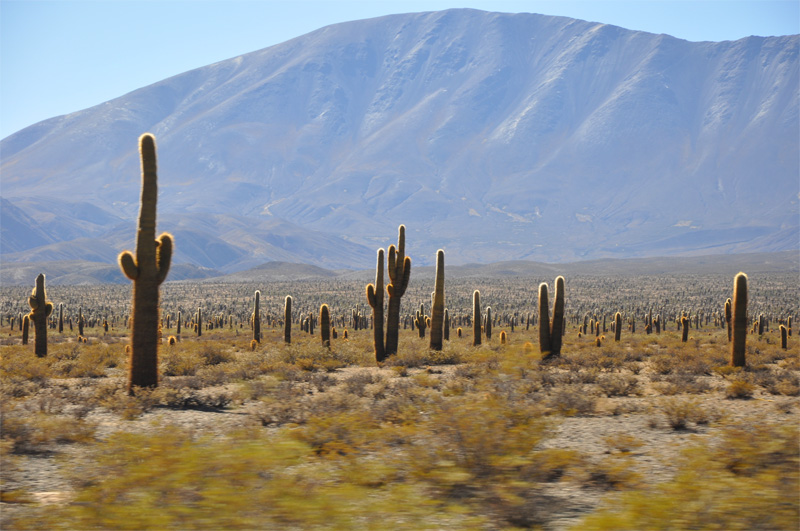
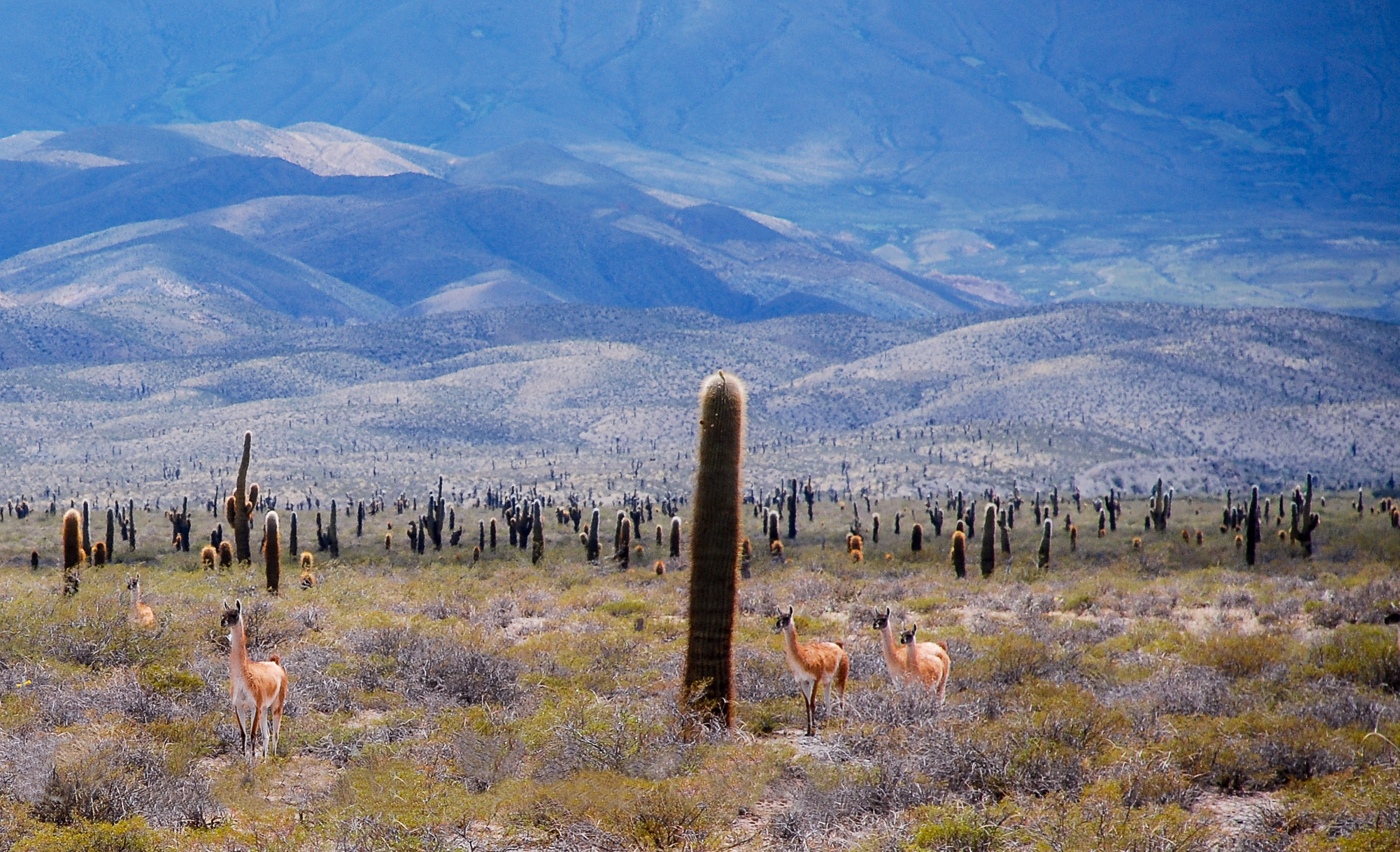
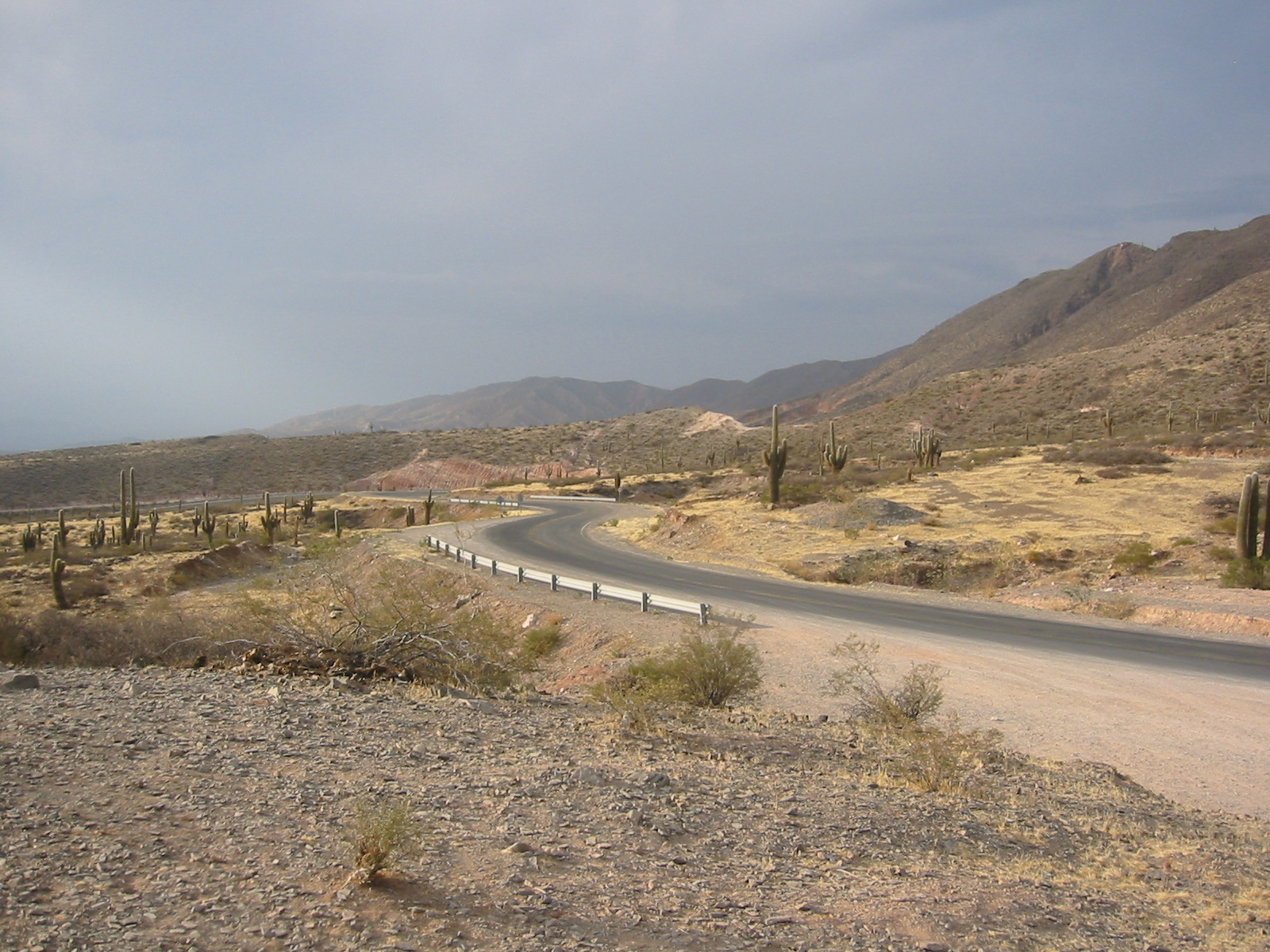

## 外部連結
- Administración de Parques Nacionales - National Parks Administration of Argentina (in Spanish and English)

25°07′30″S 66°10′55″W / 25.125°S 66.182°W